# Stylaster marenzelleri
Stylaster marenzelleri is een hydroïdpoliep uit de familie Stylasteridae. De poliep komt uit het geslacht Stylaster. Stylaster marenzelleri werd in 1986 voor het eerst wetenschappelijk beschreven door Cairns. 